# Orange Cinéma Séries
L'Orange Cinéma Séries (in acronimo: OCS) è un gruppo di canali televisivi francesi dedicati alle serie televisive e al cinema. Sono disponibili su satellite, via cavo, per IPTV e web TV (OTT).

## Storia
Il gruppo Orange Cinéma Séries è stato lanciato il 13 novembre 2008, esclusivamente sul pacchetto La TV d'Orange, via satellite e ADSL. Al momento del lancio, il pacchetto comprendeva Orange Ciné Max (HD), Orange Ciné Happy, Orange Ciné Shock, Orange Ciné Novo e Orange Ciné Giants. Il 25 novembre 2011, Orange firma una partnership del capitale con Canal + Group, che partecipa con una quotazione del 33,33%. A partire dal 22 settembre 2012, Orange Cinéma Séries diventa OCS, per mostrare la sua espansione verso un pacchetto di canali diverso da Orange TV.

## Programmi

### Serie televisive
OCS ha firmato accordi con HBO e Sony Pictures Television per la trasmissione esclusiva di serie da loro prodotte, ma anche con altri produttori come MGM per la serie The Handmaid's Tale trasmessa negli USA su Hulu, TBS (Turner Broadcasting System International), AMC per The Walking Dead e Starz. OCS ha annunciato a marzo 2017 di aver rinnovato il contratto con HBO per altri quattro anni, offrendo così agli abbonati l'esclusività di tutte le future nuove produzioni e la continuazione di serie già trasmesse sui canali.